# Louis XIV et son siècle
Pour les articles homonymes, voir Louis XIV.
Louis XIV et son siècle est un récit historique écrit par Alexandre Dumas et paru en 1844. Il a été édité peu de temps après le roman Les Trois Mousquetaires.
Cette œuvre brosse le portrait du roi Louis XIV et de son règne de 1643 à 1715. Le récit revient sur la période de la Fronde, mais également le contexte littéraire et social de l'époque. L'auteur raconte la vie de la cour, les richesses artistiques et le rayonnement du règne de Louis XIV sur le monde.